# ノートン アンチウイルス
ノートン アンチウイルス (Norton AntiVirus 略称: NAV) とは、ノートンライフロック（旧・シマンテック）の基幹製品であり、最も一般的なアンチウイルスソフトウェアの一つである。1990年に誕生して以来、世界中の10億を超える人が使用している。初期版は集約型であり、1994年にシマンテックが買収したCentral Point Anti-Virus (CPAV) から多く取られている。CPAVはマイクロソフト社のウイルス対策ツールにも統合された。

## 対応バージョン
- Windows XP SP2/SP3・同Vista SP1/SP2（32ビット/64ビット）・同7 SPなし/SP1（32ビット/64ビット）・同8 - ノートン アンチウイルス 2013（最新版）
- Windows XP (SP1)/2000/98/Me - ノートン アンチウイルス 2005（ダウンロード版の購入が可能）
- Mac OS X v10.7以上 - ノートン アンチウイルス 12.0 For Macintosh

## 評価
このソフトは広く受け入れられているが、その評価はまちまちであった。例えば、ZDNetのノートン・アンチウイルス2004の報告では、2005年6月の時点で、著者の評価は「7.8優」だったが、参加したユーザーの平均評価は「4.5並」だった。また、英国PCプラスマガジンの2004年版報告の中では、このソフトを「メモリ減らし」とか「システムリソース食い」と表現されていた。これを受け、2007以降、起動・スキャンの大幅な高速化が図られている。
ただ実際のウイルス検出率については、「virus.gr」での、2009年8月のアンチウイルス評価テストで28位、検出率は87.37% (Version 16.5.0.134) 程度である。

## 更新と認証
ウイルス定義ファイルを更新することで最新のウイルスに対応する。ウイルス定義ファイルの更新方法は2種類有り、シマンテック社が設置しているサーバとの通信で行われるLiveUpdate（自動更新）と、利用者自らが同社ホームページからダウンロードして行うIntelligent Updater（手動更新）がある。LiveUpdateでは定義ファイルのダウンロード容量が小さくなり、製品のアップデートも同時に行える特徴がある。 
定義ファイルの更新サービスには期限が設定されており、この期限を過ぎるとウイルス定義ファイルの更新サービスを受けることができなくなり、最新の脅威に対して対処できなくなる可能性がある。そのため、利用期限が切れた場合は、ユーザーは利用期限を更新するか新しい利用期限を含む新版を購入することが強く推奨される。
LiveUpdateでのウイルス定義ファイルの更新は、2005は1週間ごと、2006からは毎日、2009からは5分から15分ごとのパルスアップデートとなっている。Intelligent Updaterで提供されるウイルス定義ファイルは毎日更新される。2004とそれより古い版はLiveUpdateでのウイルス定義ファイルの更新は廃止されたため、Intelligent Updaterでの方法のみとなる。
2005以降には、Windows XPやOffice XPの認証過程に似た、製品のアクティブ化と呼ばれる著作権侵害対策機能が付いており、インターネットか電話のどちらかを通して行う。
定義ファイルの更新期間延長は、ウェブで手続きすることにより自動的に行うことができる（以前は、ソフトウェアに延長キーの入力を行わなければならなかった）。また、2006以降を利用し更新サービスが有効の場合は、無料で最新版をダウンロードして利用することが出来る（以前は、最新版を利用するには製品を購入する必要があった）。

## 捜査機関との連携
ノートン・アンチウイルスは以前、シマンテックの方針により、米国の諜報機関であるFBIやCIAのスパイウェア（キーロガーやバックドア）がノートンのマルウェア検知をすり抜けたことから、非難を浴びたことがある。

## トラブル事例

### OSトラブル
- 2007年5月、ノートン・アンチウイルスがWindows XP簡体字中国語版のシステムフォルダを「ウイルス」と誤認識してシステムフォルダを削除し、OSが立ち上がらなくなるという問題が発生。同年5月18日にアップデートを実施し、この不具合を修正した。中国のメディアによると、数百万台のパソコンに被害が及ぶとしている。
- 2015年2月21日のセキュリティ更新を実行した際、Internet Explorerが作動しなくなるトラブルが発生した。更新が配布された時間帯や、障害が発生したIEのバージョンは不明で、ノートンが調査中である。ノートンは同日中に修正プログラムを配布した[1]。

### お金に関するトラブル
使用期限延長の手続きを行う（オンゴーイング・プロテクション）際に支払いをクレジットカード引き落としにしていた利用者に対して、更新手続きの解約方法が分かりにくく、意図しない引き落としが発生した事例がある。マカフィー社のアンチウイルスソフトでも類似の事例がある。

### セキュリティーに関するトラブル
朝日新聞2012年1月18日付記事によれば、セキュリティー会社としては致命的な、ハッカーによってノートン・アンチウイルスのソースコードが盗まれてしまったと発表した。